# Tom Kummer

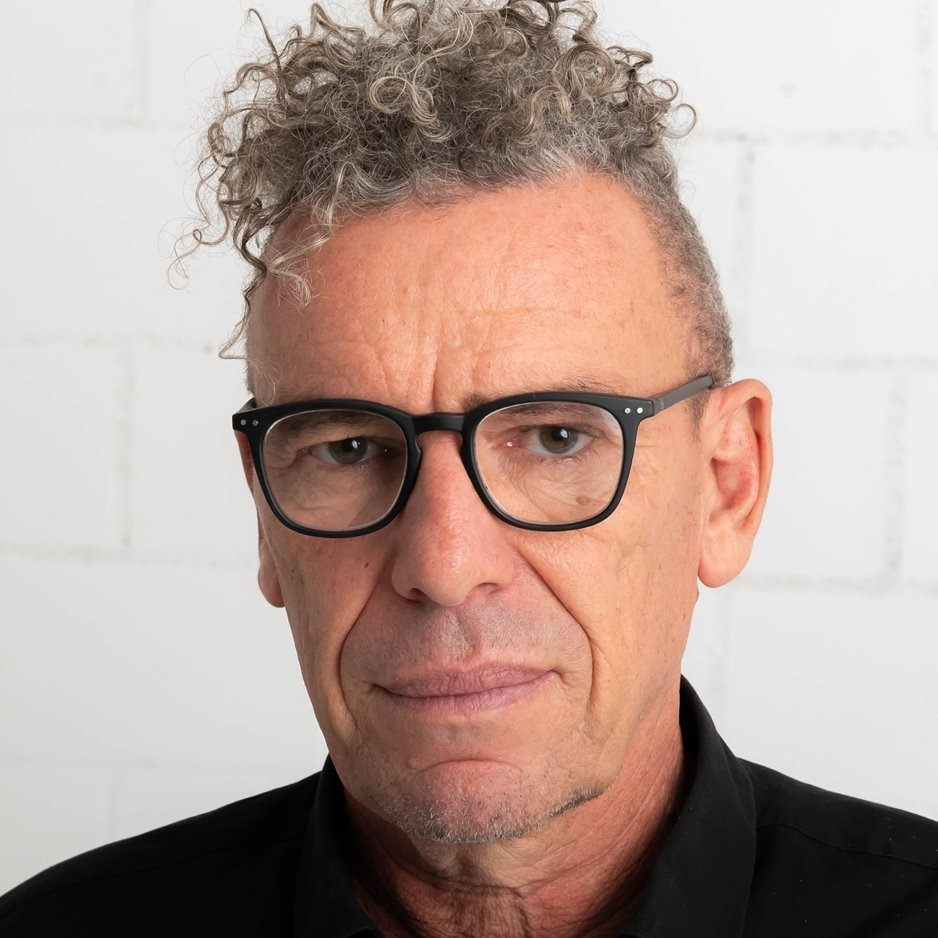
Tom Kummer (2020)

Tom Kummer (* 14. Januar 1961 in Bern) ist ein Schweizer Schriftsteller und Journalist. Im Jahr 2000 wurde aufgedeckt, dass er grosse Teile seiner Interviews erfunden hatte, was einen Medienskandal auslöste.

## Leben und Wirken
Kummer war mehrere Jahre als Reporter für die Zeitschrift Tempo tätig. Ab 1993 arbeitete er als Hollywood-Korrespondent für das SZ-Magazin und das Tages-Anzeiger-Magazin sowie als freier Journalist (etwa für Die Zeit, Der Spiegel, NZZ, FAZ, Stern und Vogue). 1994 wurde er für seine Geschichte Misterklasse über den Pulitzer-Preis-Gewinner Richard Ford für den Joseph-Roth-Preis nominiert. Er bezeichnet sich als Vertreter des «Borderline-Journalismus»; in seinem 1996 veröffentlichten Buch Good Morning, Los Angeles bekannte er sich offen zu seiner Borderline-Persönlichkeitsstörung. In einem 2012 aktualisierten Essay stellte er seine «publizistische Grundidee» als Ausdruck der postmodernen Welt dar.
Im Jahr 2000 entwickelte sich ein Medienskandal um Kummer, als das Magazin Focus enthüllte, dass er mehrere Interviews mit Prominenten – darunter Hollywood-Stars wie Charles Bronson, Brad Pitt oder Sharon Stone – nicht selbst geführt, sondern aus vorhandenem Material neu zusammengesetzt oder frei erfunden hatte. Beide Chefredaktoren des SZ-Magazins, Ulf Poschardt und Christian Kämmerling, wurden daraufhin entlassen. Roger Köppel, einer der geschädigten Abnehmer solcher Interviews, sagte 2011, er habe sich nicht vorstellen können, «dass jemand so dreist vorgeht. […] Kummer erzählte danach gerne, dass er seine Stücke mit Wissen der Chefredaktoren als Kunstform verkaufte – das ist eine dreiste Lüge. Schliesslich verrechnete er dafür Spesen – die waren sehr real und kein artistisches Konzept.»
Nach mehreren Jahren Pause erhielt Kummer 2005 von der Berliner Zeitung eine neue Chance auf dem deutschsprachigen Printmarkt. Eine von ihm gelieferte Reportage erwies sich jedoch als Konvolut aus zwei Texten, die er bereits in der NZZ und im SZ-Magazin veröffentlicht hatte. Obwohl es in der Branche als nicht ungewöhnlich gilt, bereits veröffentlichte Storys wiederzuverwerten, brach die Berliner Zeitung die Zusammenarbeit sofort ab, weil die Redaktion nicht darüber informiert war, dass es sich um alte, schon veröffentlichte Texte handelte. Ebenfalls 2005 wurde er als Kolumnist der Schweizer Zeitschrift Faces vorgestellt.
2009 erschien sein Bericht Nation ohne Boden über den Super Bowl in der WOZ. Dieser Artikel wurde danach in Der Sonntag vom Journalisten Peter Hossli kritisiert: Fakten seien unrichtig, Passagen überhöht und verdreht worden. Die Redaktion der WOZ rechtfertigte sich in einem separaten Artikel; Hossli wiederum kritisierte die Rechtfertigung und lieferte weitere Fakten zu Ungereimtheiten in Kummers Artikel.
Im Juli 2009 schrieb Kummer für die deutsche Wochenzeitung Der Freitag einen Artikel über das Phänomen Facebook. Der Text wurde von der Website Der Umblätterer zu einem der zehn besten Feuilleton-Texte von 2009 gewählt und mit dem «Goldenen Maulwurf 2009» ausgezeichnet. Ein Remake wurde 2011 im Aprilheft der Schweizer Kulturzeitschrift Du unter dem Titel Facebook Revisited – die Fiktion des Realen publiziert.
2010 erschien der Dokumentarfilm Bad Boy Kummer unter der Regie von Miklós Gimes, dem 1997 stellvertretenden Chefredaktor beim Tages-Anzeiger-Magazin. Der Film startete am 21. Oktober 2010 in den Schweizer Kinos, in Deutschland am 5. Mai 2011. Laut Gimes wurde Kummer für seine Teilnahme an Interviews entschädigt, habe aber nicht an der Filmgestaltung mitgewirkt.
2013 erschien Kummers Geschichte Borderline im Schweizer Magazin Reportagen. Der Text wurde als Kummers Comeback-Story gewürdigt. Von 2013 bis 2014 schrieb Kummer wieder regelmässig für die Schweizer Wochenzeitung Die Weltwoche. 2016 sah sich Kummer mit Plagiatsvorwürfen konfrontiert. Es stellte sich heraus, dass mehrere Artikel von Kummer in der Weltwoche und im Magazin Reportagen Sätze und Abschnitte enthielten, die er aus Artikeln im Spiegel, in der Zeit, Süddeutschen Zeitung, Wikipedia und weiteren Orten abgeschrieben hatte.
Nach dem Tod seiner Frau Nina zog Kummer 2016 von Los Angeles wieder nach Bern. In wohlwollenden Rezensionen seines 2017 erschienenen Romans Nina & Tom wurde Kummer als «glänzender Stilist» und «starker Erzähler» bezeichnet. Tageszeitungen und Fachpresse berichteten jedoch über erneute Plagiate. Der Zürcher Plagiatsforscher und Literaturwissenschaftler Philipp Theisohn bezeichnete Kummers Schreibverfahren als «Kunstgriff», vermutete erneut «Szenen, die sich womöglich nie abgespielt haben» und bilanzierte: «Hier trauert auch eine in die Jahre gekommene Schreibhaltung um die ihr abhandengekommene Welt.» Ebenfalls 2017 entschied sich die Jury des Transform-Kunstprojekts in Bern, ihn mit der Realisierung seines Vorschlags «Die Säulenheiligen von Holligen» zu betrauen.
Auf Einladung von Michael Wiederstein war Kummer für den Ingeborg-Bachmann-Preis 2019 nominiert. Er las den Text Von schlechten Eltern. 2020 erschien der fertige Text als Roman unter demselben Titel. Von schlechten Eltern wurde für den Schweizer Buchpreis nominiert und als Theaterfassung am 6. November 2021 von Bühnen Bern uraufgeführt.
Im Dezember 2021 stellte ihn die Weltwoche als neuen freien Mitarbeiter vor.
Kummer lebt in Bern.

## Veröffentlichungen (Auswahl)
- Good Morning, Los Angeles. Die tägliche Jagd nach der Wirklichkeit. Mit einem Nachwort von Claudius Seidl. dtv, München 1997.
- Gibt es etwas Stärkeres als Verführung, Miss Stone? Star-Interviews von Tom Kummer. Mit einem Vorwort von Ulf Poschardt. dtv, München 1997.
- Jackie! Ein Body-Bildungsroman. Ullstein, Berlin 1999.
- Blow up. Blumenbar, München 2007, ISBN 978-3-936738-26-1.
- Kleiner Knut ganz groß. Der berühmteste Eisbär der Welt im Gespräch mit Tom Kummer. Heyne, München 2007, ISBN 978-3-453-14658-7.
- Nina & Tom. Roman. Blumenbar, Berlin 2017, ISBN 978-3-351-05035-1.
- Von schlechten Eltern. Roman. Klett-Cotta, Stuttgart 2020, ISBN 978-3-608-50428-6.
- Unter Strom. Roman. Klett-Cotta, Stuttgart 2022, ISBN 978-3-608-50513-9.

## Nominierungen und Auszeichnungen
- 2019: nominiert für den Ingeborg-Bachmann-Preis
- 2020: nominiert für den Schweizer Buchpreis
- 2020: Werkbeitrag für Literatur der Stiftung Pro Helvetia[35]

## Dokumentarfilm
- Miklós Gimes: Bad Boy Kummer. T&C Film, Columbus Film. 92 Minuten, CH 2010.

### Zum Autor
- Website von Tom Kummer
- Publikationen von und über Tom Kummer im Katalog Helveticat der Schweizerischen Nationalbibliothek
- Literatur von und über Tom Kummer im Katalog der Deutschen Nationalbibliothek
- Tom Kummer bei IMDb
- Kurzbiografie und Rezensionen zu Werken von Tom Kummer bei Perlentaucher

### Zum Fälschungsskandal
- Holger Hoetzel: «Frei erfunden», «nie geführt». In: Focus Magazin. 20. Mai 2000, abgerufen am 19. Juni 2013
- Rudolf Maresch: Kummer über Kummer. In: Telepolis. 31. Mai 2000, abgerufen am 19. Juni 2013
- Fritz Wolf: Grenzgänger. Kurzer Blick zurück auf den Fall Tom Kummer. In: der Freitag. 30. Juni 2000, abgerufen am 19. Juni 2013

### Interviews
- Adrian Schräder: «Das Argument der Gutgläubigkeit ist ziemlich lächerlich.» In: persoenlich.com. 19. Oktober 2010 (Interview mit Tom Kummer)
- Adrian Schräder: «Durch meine Naivität habe ich im Kummer-Theater mitgespielt.» In: persoenlich.com. 19. Oktober 2010 (Interview mit Regisseur Miklós Gimes von «Bad Boy Kummer»)
- Sandro Brotz: «Meine Chefs waren Kummer-Junkies» (Memento vom 5. April 2019 im Internet Archive). In: Der Sonntag. 16. Oktober 2010 (Interview)
- Nicolas Semak: Autofiktion – Tom Kummer. Die Rückschau ist immer fiktiv. In: Viertausendhertz (= Elementarfragen). 18. Februar 2019 (Audiopodcast; Interview)